# Tumakúru
Tumakúru (kannadsky ತುಮಕೂರು, dříve anglicky Tumkur) je město v Karnátace, jednom z indických svazových států.  K roku 2011 mělo přes 305 tisíc obyvatel.

## Poloha a doprava
Tumakúru leží na jihovýchodě Karnátaky. Od Bengalúru, hlavního města Karnátaky, je vzdáleno přibližně sedmdesát kilometrů severozápadně. Je správním střediskem svého okresu.
Přes město vede silnice z Bengalúru směrem na Hublí-Dhárvád, druhé nejlidnatější město Karnátaky.

## Dějiny
Přejmenování města z anglického jména Tumkur schválila karnátacká vláda v roce 2006 spolu s přejmenováním dalších dvanácti měst u příležitosti padesátého výročí Karnátaky. Indická vláda ovšem přejmenování schválila až v roce 2014.